# Caracoles (comuna)
Caracoles fue una de las comunas que integró el antiguo departamento de Antofagasta, en la provincia de Antofagasta.
En 1907, de acuerdo al censo de ese año, la comuna tenía una población de 14489 habitantes. Su territorio fue organizado por decreto del 22 de diciembre de 1891, a partir del territorio de las Subdelegaciones 5.° Sierra Gorda, 6.° Caracoles y 9.° San Pedro de Atacama, según los límites asignados por los decretos del 5 de noviembre de 1885 y 1 de diciembre de 1886.

## Historia
La comuna fue creada por decreto del 22 de diciembre de 1891, con el territorio de las Subdelegaciones 5.° Sierra Gorda, 6.° Caracoles y 9.° San Pedro de Atacama, según los límites asignados por los decretos del 5 de noviembre de 1885 y 1 de diciembre de 1886.
La comuna fue suprimida mediante la reorganización político-administrativa del país, llevada a cabo con el Decreto Ley N.º 803, del 22 de diciembre de 1925.